# 1783 Albitskij
1783 Albitskij este un asteroid din centura principală, descoperit pe 24 martie 1935, de Grigori Neuimin.